# الجنس والمدينة 2
الجنس والمدينة 2 (بالإنجليزية: Sex and the City 2)‏ هو فيلم كوميدي أُصدر في الولايات المتحدة سنة 2010.

## طاقم التمثيل
- سارة جيسيكا باركر
- كيم كاترال
- كريستين دافيس
- ظافر العابدين[5]

## الميزانية والإيرادات
بلغت تكلفة إنتاج الفيلم حوالي 95 مليون دولار بينما حقق أرباحا تقدر بـ 305,153,249 دولار.

## وصلات خارجية
- الجنس والمدينة 2 على موقع IMDb (الإنجليزية)
- الجنس والمدينة 2 على موقع ميتاكريتيك (الإنجليزية)
- الجنس والمدينة 2 على موقع روتن توميتوز (الإنجليزية)
- الجنس والمدينة 2 على موقع نتفليكس (الإنجليزية)
- الجنس والمدينة 2 على موقع ألو سيني (الفرنسية)
- الجنس والمدينة 2 على موقع Turner Classic Movies (الإنجليزية)
- الجنس والمدينة 2 على موقع أول موفي (الإنجليزية)
- الجنس والمدينة 2 على موقع بوكس أوفيس موجو (الإنجليزية)
- الجنس والمدينة 2 على موقع فيلمافينيتي (الإسبانية)
- الجنس والمدينة 2 على موقع قاعدة بيانات الأفلام السويدية (السويدية)